# 1983年の宝塚歌劇公演一覧
本項目では、1983年の宝塚歌劇公演一覧（1983ねんのたからづかかげきこうえんいちらん）について示す。

## 宝塚大劇場公演
（）内は、作者または演出者名。参考資料は90年史。

### 星組
- 1月1日 - 2月8日
  - 『こぶし咲く春』（大関弘政）
  - 『ラブ・コネクション』（酒井澄夫）

### 花組
- 2月11日 - 3月23日
  - 『霧深きエルベのほとり』（菊田一夫　作、柴田侑宏　潤色・演出）
  - 『オペラ・トロピカル』（草野旦）

### 月組
- 3月25日 - 5月10日
  - 『春の踊り<南蛮花更紗>』（酒井澄夫）
  - 『ムーンライト・ロマンス』（横澤英雄）

### 雪組
- 5月13日 - 6月21日
  - 『うたかたの恋』（柴田侑宏　脚本・演出）
  - 『グラン・エレガンス』（岡田敬二）

### 星組
- 6月24日 - 8月9日
  - 『オルフェウスの窓 -イザーク編-』（植田紳爾　脚本、植田紳爾・阿古健　演出）

### 雪組
- 8月11日 - 9月27日
  - 『ブルー・ジャスミン -砂漠の愛-』（阿古健　脚本・演出）
  - 『ハッピーエンド物語』（草野旦）

### 花組
- 9月30日 - 11月8日
  - 『紅葉愁情』（菅沼潤）
  - 『メイフラワー』（小原弘稔）

### 月組
- 11月11日 - 12月18日
  - 『翔んでアラビアン・ナイト』（植田紳爾）
  - 『ハート・ジャック』（三木章雄）

## 東京宝塚劇場公演
（）内は、作者または演出者名。参考資料は90年史。

### 雪組
- 3月4日 - 3月29日
  - 『パリ変奏曲』（太田哲則）
  - 『ゴールデン・ドリーム』（小原弘稔）

### 星組
- 4月2日 - 4月29日
  - 『オルフェウスの窓』（植田紳爾　脚本・演出、阿古健　演出）

### 花組
- 7月3日 - 7月31日
  - 『霧深きエルベのほとり』（菊田一夫　作、柴田侑宏　潤色・演出）
  - 『オペラ・トロピカル』（草野旦）

### 月組
- 8月4日 - 8月29日
  - 『愛限りなく』（内海重典）
  - 『情熱のバルセロナ』（柴田侑宏）

### 星組
- 11月2日 - 11月28日
  - 『アルジェの男』（柴田侑宏）
  - 『ザ・ストーム』（横澤英雄）

### 雪組
- 12月2日 - 12月28日
  - 『うたかたの恋』（柴田侑宏　脚本・演出）
  - 『ハッピーエンド物語』（草野旦）

## 宝塚バウホール公演
（）内は、作者または演出者名。参考資料は90年史。

### 月組
- 1月3日 - 1月18日
  - 『まい・みらくる』（三木章雄）

### 花組
- 4月9日 - 4月19日
  - 『ヴェニス、獅子たちの夢』（村上信夫）

### 星組
- 5月14日 - 5月24日
  - 『Sing, Sing, Sing!'83』（酒井澄夫　構成・演出）

### 月組
- 6月11日 - 6月27日
  - 『恋と十手と千両箱 -ねずみ小僧異聞-』（大関弘政）

### 花組
- 8月16日 - 8月24日
  - 『マイ・シャイニング・アワー』（横澤英雄）

### 星組
- 8月29日 - 9月11日
  - 『ロンリー・ハート』（岡田敬二）

### 月組
- 9月23日 - 10月3日
  - 『野菊の詩』（酒井澄夫　脚本・演出）

### 雪組
- 10月22日 - 11月3日
  - 『恋のトリコロール』（太田哲則）

### 花組
- 11月27日 - 12月11日
  - 『アンダーライン』（正塚晴彦）

## その他の日本公演
（）内は、作者または演出者名。参考資料は90年史。

### 雪組
- 2月1日 - 2月8日　名古屋・中日劇場
  - 『ジャワの踊り子』（菊田一夫　作、植田紳爾　潤色・演出）

### 月組・特別
- 2月4日 - 2月7日　東京・簡易保険ホール
  - 『永遠物語』（草野旦　脚色・演出）

- 2月9日・10日　福岡サンパレス
  - 『永遠物語』（草野旦　脚色・演出）

- 2月15日・16日　名古屋・中日劇場
  - 『永遠物語』（草野旦　脚色・演出）

### 花組
- 5月1日 - 5月5日　福岡市民会館
  - 『霧深きエルベのほとり』（菊田一夫　作、柴田侑宏　潤色・演出）
  - 『オペラ・トロピカル』（草野旦）

- 5月7日 - 5月22日　別府、大分、宮崎、都城、熊本、水俣、久留米、川内、鳴門、和歌山、奈良
  - 『霧深きエルベのほとり』（菊田一夫　作、柴田侑宏　潤色・演出）
  - 『オペラ・トロピカル』（草野旦）

### 月組
- 6月4日 - 6月26日　鳥取、米子、岡山、徳山、瀬戸、松阪、一宮、多治見、浜松、町田、立川、調布、千葉、横浜、甲府、宇都宮、仙台
  - 『南蛮花更紗』（酒井澄夫）
  - 『ムーンライト・ロマンス』（横澤英雄）

### 雪組
- 10月16日 - 11月8日　金沢、富山、高山、美濃加茂、習志野、沼津、豊田、豊橋、北九州、小倉、広島、田川、柳川、熊本、佐世保、長崎、久留米、舞鶴
  - 『ジャワの踊り子』（菊田一夫　作、植田紳爾　潤色・演出）